# Shelley Hennig
Shelley Catherine Hennig (Metairie, 2 gennaio 1987) è una modella e attrice statunitense, vincitrice del premio Miss Teen USA 2004 e principalmente nota per aver interpretato Stephanie Johnson in Il tempo della nostra vita, Diana Meade in The Secret Circle e Malia Tate/Hale in Teen Wolf.

## Biografia
Shelley ha frequentato la Destrehan High School. Balla dall'età di 2 anni e ha vinto numerose competizioni; le piace scrivere e due delle sue poesie sono state pubblicate nello Young Authors Book of Poetry. Tre anni prima dell'incoronazione come Miss Teen USA, nel 2001, suo fratello maggiore Brad muore in un incidente causato da un automobilista ubriaco. Shelley Hennig diventa così una sostenitrice della campagna contro l'assunzione di alcol prima dell'età legale e lavora con l'associazione locale C.A.D.A. (Council on Alcohol and Drug Abuse), facendo da tutor ai suoi coetanei e ad altri giovani sulle conseguenze e gli effetti dell'abuso di alcol e droghe. Ha un altro fratello più grande, Glenn

## Carriera

### Modella

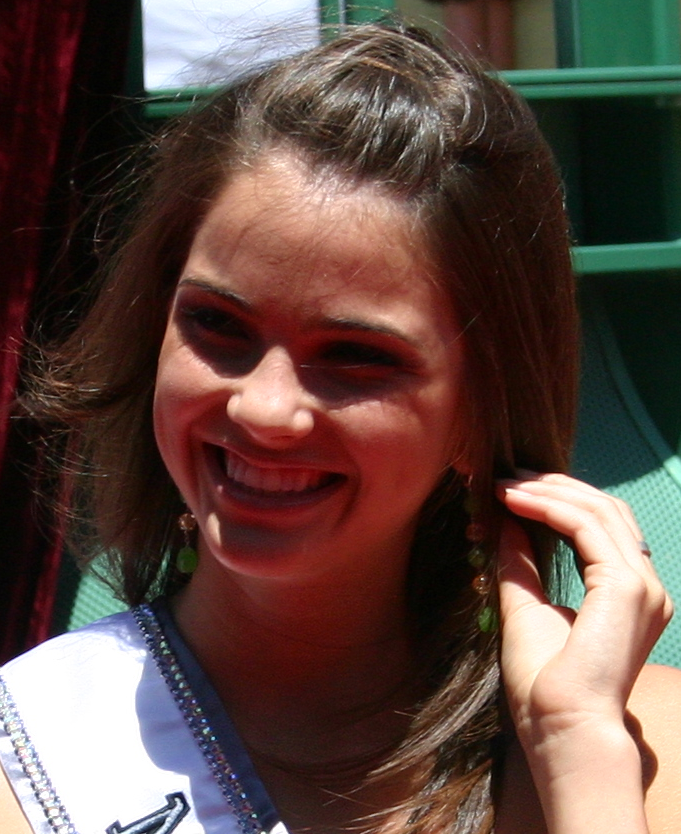
Shelley Hennig alla première del film Principe azzurro cercasi.

A 13 anni, entra a far parte del festival locale Miss Teen St. Charles Parish; tre anni dopo, la sua insegnante di danza la convince a presentarsi al concorso di Miss Louisiana Teen USA, tenutosi a Lafayette nel novembre del 2003. Hennig vince il titolo e, in agosto, rappresenta la Louisiana al concorso di Miss Teen USA, organizzato a Palm Springs, in California: qui diventa Miss Teen USA, ottenendo un contratto come modella della durata di un anno con la Trump Modeling Management e una borsa di studio per il New York Conservatory for Dramatic Arts, dove decide di diventare attrice.
Come Miss Teen USA, Hennig rappresenta la Miss Universe Organization, insieme a Jennifer Hawkins (Miss Universo) e Shandi Finnessey (Miss USA), con le quali è apparsa in alcune occasioni, inclusa una visita a Bangkok, in Thailandia. Mentre è in carica, Hennig fa numerose apparizioni pubbliche e in televisione, incluso un ruolo da guest star nella soap opera Passions, facente parte della sua vincita di Miss Teen USA. Lavora con alcune organizzazioni non-profit, tra cui Seeds of Peace, D.A.R.E., Sparrow Clubs e SHiNE.
L'8 agosto 2005, cede il titolo a Allie LaForce, Miss Ohio Teen USA, incoronandola Miss Teen USA 2005. Successivamente, partecipa al programma di MTV The Reality Show, nel tentativo di vincere il proprio show, After the Crown, ma viene eliminata. Ospita l'edizione 2008 di Miss Teen USA insieme a Seth Goldman.

### Attrice
A marzo 2007, due mesi dopo essersi diplomata al NYCDA, vola a Los Angeles in vacanza e partecipa all'audizione per il ruolo di Stephanie Johnson (precedentemente interpretata da Shayna Rose) in I giorni della nostra vita. Il 20 aprile 2007, Shelley Hennig si unisce al cast del serial TV e, nel 2010, viene nominata ai Daytime Emmy Awards come Outstanding Younger Actress. Il 18 gennaio 2011 lascia la serie. Alcuni mesi dopo, entra nel cast di The Secret Circle, dove interpreta la strega Diana Meade, e si trasferisce a Vancouver.
Dopo la cancellazione di The Secret Circle, nel 2013 Hennig interpreta Christy, personaggio ricorrente della serie Zach Stone Is Gonna Be Famous. A novembre, entra a far parte del cast della terza stagione di Teen Wolf come guest star; viene poi confermata come personaggio regolare dalla quarta alla sesta stagione.
Nel 2014 viene scelta come protagonista del film horror Unfriended diretto dal regista Levan Gabriadze, film che verrà poi distribuito nelle sale a partire dal 2015. Nello stesso anno viene scelta per interpretare Debbie Galardi nel film Ouija. Partecipa poi come personaggio secondario in diverse serie.
Nel 2015 entra nel cast di About Scout per un ruolo minore e nel 2016 diventa protagonista nel film Summer of 8 di Ryan Schwartz insieme all'attore Carter Jenkins.
Sempre nel 2016 viene candidata come miglior attrice dell'estate ai Teen Choice awards per il ruolo di Malia Tate nella serie Teen wolf, premio che vince. In seguito viene selezionata come protagonista di una commedia romantica di Netflix intitolata se ci conoscessimo oggi (When we first met) dove recita insieme agli attori Alexandra Daddario, Adam Davine e Robbie Amell. Il film verrà poi messo in piattaforma nel febbraio 2018.
Nel 2017 è Olivia Reed nel film End of Justice - Nessuno è innocente, con Denzel Washington e Colin Farrell, in un ruolo minore. Inizia anche nello stesso anno le riprese per un nuovo film Netflix "The after party", dove sarà un personaggio principale insieme al cantante Kyle, che uscirà sul sito nell'Agosto del 2018. Tra i vari progetti sussiste un suo cortometraggio intitolato "The girl" by Walter. 
Nel 2018 è protagonista della mini serie Liberty crossing con Calum Worthy.
Nel 2019 entra nel cast della serie Hulu Dollface, finanziata da Margot Robbie, nel ruolo di Ramona, sorella dell'ex fidanzato della protagonista Kat Dannings.
I ruoli di Shelley continuano ad essere vari. Nel 2021 compare in un episodio flashback intitolato "Backstory" della serie Mythic Quest dove interpreta Anne "A.E" Goldsmith e ottiene un ruolo nella serie Netflix La donna nella casa di fronte alla ragazza dalla finestra.
Nel 2023 appare come coprotagonista nella serie di azione Obliterated, una notte da panico, trasmessa da Netflix anche in Italia, dove Shelley interpreta il ruolo dell'agente speciale Ava Winters. Appare nel film The list e lo stesso anno recita da co-star con Antonio Banderas e Alice Eve nel film thriller Cult Killer, uscito al cinema a gennaio del 2024.

## Filmografia

### Cinema
- Ouija, regia di Stiles White (2014)
- Unfriended, regia di Levan Gabriadze (2014)
- About Scout, regia di Laurie Weltz (2015)
- Summer of 8, regia di Ryan Schwartz (2016)
- End of Justice - Nessuno è innocente (Roman J. Israel, Esq.), regia di Dan Gilroy (2017)
- Se ci conoscessimo oggi (When We First Met), regia di Ari Sandel (2018)
- The after party, regia di Ian Edelman (2018)
- Gatlopp, regia di Alberto Belli (2022)
- Teen Wolf - Il film (Teen Wolf: The Movie), regia di Russell Mulcahy (2023)
- The list, regia di Melissa Miller Costanzo (2023)
- Cult Killer, regia di Joe Keeyes (2024)
- Fluxx, regia di Brendan Gabriel Murphy (2024)

### Televisione
- Passions – serial TV, 1 puntata (2004)
- I giorni della nostra vita (Days of Our Lives) – serial TV, 468 puntate (2007-2017)
- The Secret Circle – serie TV, 22 episodi (2011-2012)
- Justified – serie TV, episodio 4x07 (2013)
- Zach Stone Is Gonna Be Famous – serie TV, 4 episodi (2013)
- Teen Wolf – serie TV, 55 episodi (2014-2017)
- Blue Bloods – serie TV, episodio 4x16 (2014)
- I miei peggiori amici (Friends with Better Lives) – serie TV, episodio 1x06 (2014)
- Liberty Crossing - serie TV, episodi 8 (2018)
- Dollface - serie TV, episodi 1x05 - 1x10 (2019)
- Mythic Quest - serie tv, episodio flashback "Backstory" 2x06 (2021)
- La donna nella casa di fronte alla ragazza dalla finestra - miniserie televisiva (2022)
- Obliterated - Una notte da panico (Obliterated) - serie TV, 8 episodi (2023)

## Riconoscimenti
Daytime Emmy Awards
- 2010 – Candidatura come Outstanding Younger Actress in una serie drammatica per Il tempo della nostra vita.
- 2012 – Candidatura come Outstanding Younger Actress in una serie drammatica per Il tempo della nostra vita.

Teen Choice Awards
- 2016 – Miglior star televisiva estiva donna per Teen Wolf.
- 2017 – Candidatura come Miglior star televisiva estiva donna per Teen Wolf.

Mammoth film Festival
- 2024 – Migliore attrice protagonista per Fluxx.

## Doppiatrici italiane
Nelle versioni in italiano delle opere in cui ha recitato, Shelley Hennig è stata doppiata da:
- Gemma Donati in Teen Wolf, Blue Bloods, Se ci conoscessimo oggi, The After Party, Teen Wolf - Il film, Obliterated - Una notte da panico
- Francesca Manicone in The Secret Circle, Ouija, La donna nella casa di fronte alla ragazza dalla finestra
- Perla Liberatori in Justified
- Joy Saltarelli in Unfriended
- Laura Righi in Dollface
- Erica Necci in Cult Killer